# Långträsket (Burträsks socken, Västerbotten)
Långträsket är en sjö i Skellefteå kommun i Västerbotten och ingår i Rickleåns huvudavrinningsområde. Sjön har en area på 2,4 kvadratkilometer och ligger 248 meter över havet. Sjön avvattnas av vattendraget Tallån (Långträskån).

## Delavrinningsområde
Långträsket ingår i det delavrinningsområde (716548-170410) som SMHI kallar för Utloppet av Långträsket. Medelhöjden är 260 meter över havet och ytan är 10,36 kvadratkilometer. Räknas de 10 avrinningsområdena uppströms in blir den ackumulerade arean 63,6 kvadratkilometer. Tallån (Långträskån) som avvattnar avrinningsområdet har biflödesordning 2, vilket innebär att vattnet flödar genom totalt 2 vattendrag innan det når havet efter 81 kilometer. Avrinningsområdet består mestadels av skog (70 procent). Avrinningsområdet har 2,4 kvadratkilometer vattenytor vilket ger det en sjöprocent på 23,1 procent.